# Praia do Padre Vicente
A Praia do Padre Vicente, também conhecida por Praia do Castelo, é uma praia do município de Lagoa, no Algarve, Portugal.  Encontra-se na freguesia de Carvoeiro. O acesso é feito exclusivamente por mar, uma vez que não há caminhos até ao areal.
Está, como a maior parte das praias do concelho de Lagoa, rodeada por rochas argilosas, as quais são normalmente usadas por pescadores. O areal da Praia do Padre Vicente ocupa uma pequena baía de forma circular quase perfeita.